# Geranomyia marthae
Geranomyia marthae är en tvåvingeart som först beskrevs av Alexander 1930.  Geranomyia marthae ingår i släktet Geranomyia och familjen småharkrankar. Inga underarter finns listade i Catalogue of Life.